# Contea di Baishui
La contea di Baishui (白水县S, Báishuǐ XiànP) è una contea della Cina, situata nella provincia dello Shaanxi e amministrata dalla prefettura di Weinan.